# New Lanark
New Lanark faluja a Clyde folyó mellett található, mintegy 1,4 mérföldre (azaz 2,2 kilométerre) Lanarktól, Lanarkshire megye déli részén, Skóciában.  1786-ban alapította David Dale, aki a gyapotfeldolgozó üzemeket és az itt dolgozók lakásait építette. Dale azért építette ide a gyárakat, hogy kihasználja a folyó nyújtotta vízi energiát. Egy társaság – amelynek Dale veje, Robert Owen filantróp társadalomreformer is tagja volt – irányításával New Lanark sikeres üzletté fejlődött, és az utópista szocializmus mintapéldája lett.
New Lanark gyárai 1968-ig működtek. Egy hanyatló időszak után 1975-ben megalapították a  New Lanark Conservation Trust szervezetet a falu értékeinek megőrzéséért, pusztulásának megakadályozásáért. 2006-ra az épületek többségét helyreállították, így a falu Skócia fontos turistalátványosságává vált. New Lanark egyike Skócia négy világörökség helyszínének, mely az UNESCO védelme alatt áll, valamint az ERIH útvonalának egyik állomása is.

## Története
New Lanark első pamutfeldolgozó üzemeit 1786-ban létesítette David Dale. Dale Glasgow „városi dzsentri  ” rétegéhez tartozott, akinek a többi városi dzsentrihez hasonlóan volt egy nyaralója, egy Rosebank-i birtoka (Cambuslangnot területén) nem messze a Clyde vízeséseitől, amit  J. M. W. Turner és más művészek is megfestettek. A 19. század elején Dale eladta az üzemeket, a földjeit, és a falut (60,000 £-ért, 20 évi részletre) egy társaságnak, amelynek Dale veje, Robert Owen is tagja volt. Az iparosodás híveként Owen továbbra is apósa filantropikus álláspontjával gondolt az ipari munkára. A későbbiekben befolyásos társadalomreformer lett. New Lanark szociális és jóléti programjaival így lett az Owen által elképzelt utópista szocializmus mintapéldája.
New Lanark feldolgozóüzemei a vízenergiától függtek. Egy gátat építettek a Clyde folyóra New Lanark fölött, ezzel vezették a vizet a folyótól az üzem energiaszükségletének ellátására. A víz először egy alagúton folyt át, majd a lade-nek nevezett nyitott csatornán. Ezután számos keréken át jutott el minden egyes malomépülethez. 1929-ben az utolsó kereket is vízi turbinára cserélték. A vízi energiát még mindig használják New Lanarkban. A Hármas Üzembe (Mill Three) új vízi turbinát szereltek be a falu turisztikai részeinek villamosenergia-ellátása céljából.
Owen idejében hozzávetőleg 2500 ember élt New Lanarkban, sokan közülük Glasgow  és Edinburgh szegényházaiból költözött ki. Bár az üzemek messze nem voltak kellemetlen helyiségek, Owen elégedetlen volt a körülményekkel, és elhatározta, hogy javít a munkások lakóhelyén. Külön figyelmet szentelt az itt élő és dolgozó mintegy 500 gyereknek. Britanniában ő nyitotta meg az első úgynevezett infant schoolt (4-7 éves gyerekek iskolaelőkészítő óvodáját) 1817-ben.
Az üzemek nagyon is gazdaságosak voltak, ám Owen társtulajdonosai elégedetlenkedtek a jóléti programokra fordított pluszköltségek miatt. Owen azonban nem volt hajlandó a régi rend szerint üzemeltetni a feldolgozókat, így végül kivásárolta az üzlettársait.
New Lanark Európa-szerte ünnepelt lett, sok uralkodó, államférfi és reformer látogatott az itteni üzemekbe. Ámulva látták, hogy itt egy helyen található tiszta, egészséges ipari környezet, elégedett és életteli dolgozók, ráadásul jól prosperál az üzleti vállalkozás. Owen filozófiája ellentétben állt a korszellemmel, de sikerült bebizonyítania, hogy egy ipari vállalkozás anyagi sikerei érdekében nem szükségszerű rosszul bánni dolgozóival. A látogatóknak Owen megmutatta a falu kiváló lakhatási lehetőségeit és ellátottságát, valamint a feldolgozóüzemek gazdaságosságát igazoló könyvelést.
Amellett, hogy ezek az üzemek a reform, a szocializmus és a jólét szemléltetői, egyben az ipari forradalom képviselői is, ami a 18.  és 19. században  zajlott Britanniában, és amely alapjaiban változtatta meg az addigi világot.
1825-ben a Walker család vette át New Lanark irányítását, majd ezt a jogukat 1881-ben eladták Birkmyre és Sommerville részére. Az üzemek 1968-ban történt bezárásáig ők, és az őket követő cégek irányították a falut..
A faluban egyre javult a lakások színvonala. A 19. század közepén egy egész család egyetlen szobában lakott. A 20. század elejére a családok már több szobát használhattak. Csak 1933 óta van a házakban hideg vizes csap és mosdókagyló. Ugyanebben az évben váltották fel a régi közhasználatú külső vécéket benti toalettek.
1898-tól a falu tulajdonosai ingyen elektromos áramot biztosítottak New Lanark minden otthonába, bár ez az energia csak arra volt elég, hogy minden szobában egy halvány izzó világítson. Minden este tíz órakor lekapcsolták az áramot, de szombatonként csak egy órával később. 1955-ben New Lanarkot rácsatlakoztatták az országos elektromos hálózatra.

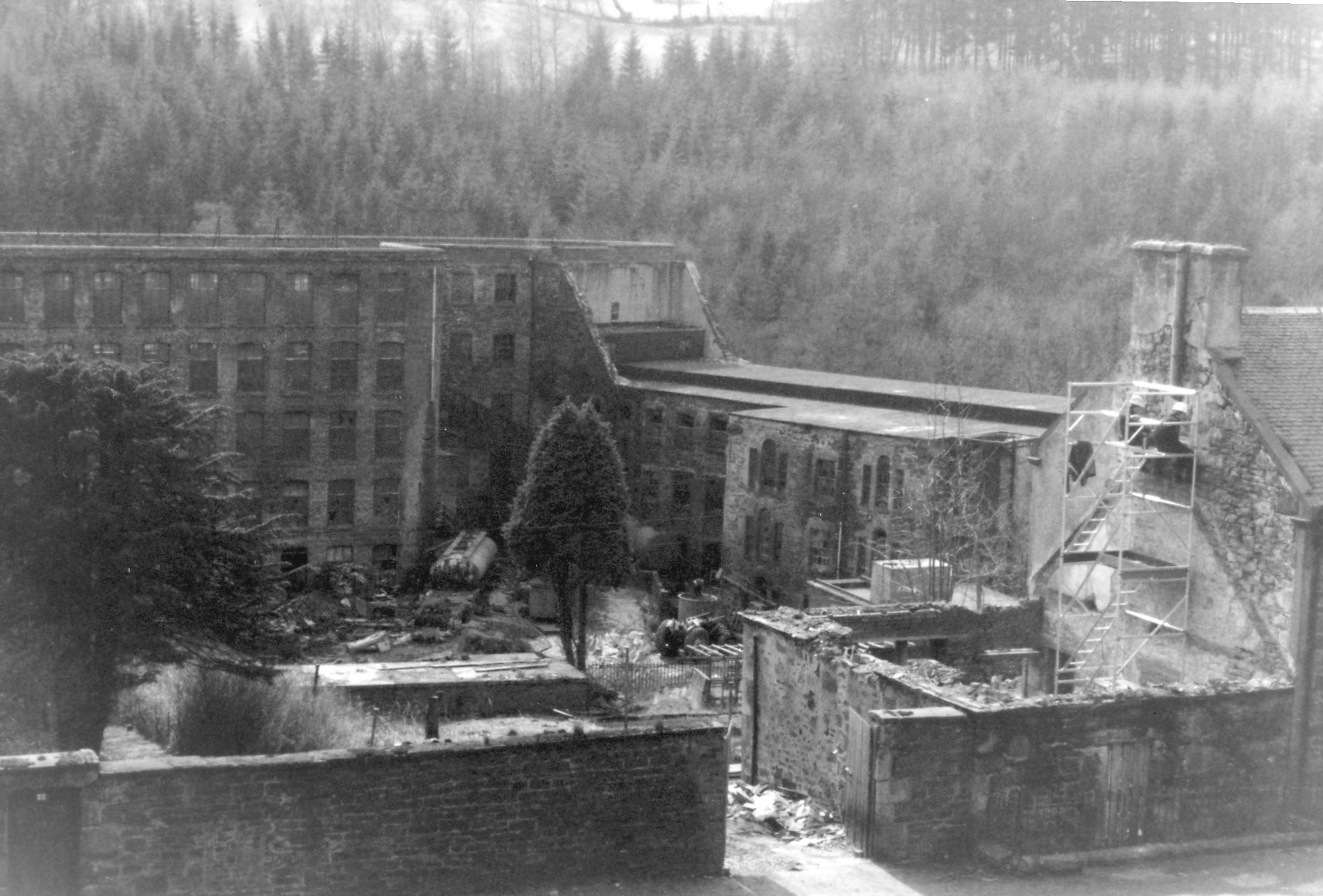
1983: elhagyatott ház New Lanarkban.

Miután az üzemek leálltak, az emberek kezdtek elköltözni a faluból, az épületek pedig pusztulásnak indultak. 1963-ban az épületek védelmében megalakult a New Lanarkért Egyesület, és nekiláttak a Caithness Row és az óvodaépületek felújításának. 1970-ben az üzemeket és egyéb ipari épületeket, valamint a Dale- és Owen-féle házakat eladták egy ócskavassal foglalkozó cégnek, a Metal Extractions Kft-nek. 1974-ben megalapították a New Lanark Conservation Trust [NLCT] (New Lanark Megőrzéséért), hogy megakadályozzák a falu pusztulását. 1983-ban kötelező vásárlási rendelet volt érvényben abból a célból, hogy visszavásárolják az épületeket a Metal Extractions Kft-tól. Ezek ma már az NLCT hatáskörébe tartoznak. 2005-re a legtöbb épületet felújították, és a falu fontos turistalátványosság lett.

## New Lanark napjainkban
Becslések szerint körülbelül 400 000 ember látogatja a falut évente. Az UNESCO azzal ismeri el New Lanark jelentőségét, hogy Skócia négy Világörökség helyszíne közé emelte, a másik három: Edinburgh, Skara Brae és St Kilda.
A lakóépületek közül csak a Mantilla Row és a Double Row nem került még felújításra. A felújítási munkálatok egy részét a New Lanarkért Egyesület és az NLCT végezte. Magánemberek dolgoztak a Braxfield Row-n és a Long Row nagy részén. Elhagyatott, romos állapotban vásárolták meg az épületeket, a helyreállítás után pedig magánházként használják. Jelenleg mintegy kétszázan laknak a faluban.
A húsz magántulajdonban lévő ingatlanon kívül 45 bérelt van a faluban, amely a New Lanarkért Egyesület tulajdonában és gondozásában áll.
Az NLCT a tulajdonosa és üzemeltetője a feldolgozóknak, a szállodának, és a legtöbb olyan épületnek, amely nem lakhatást szolgál.

## Épületek

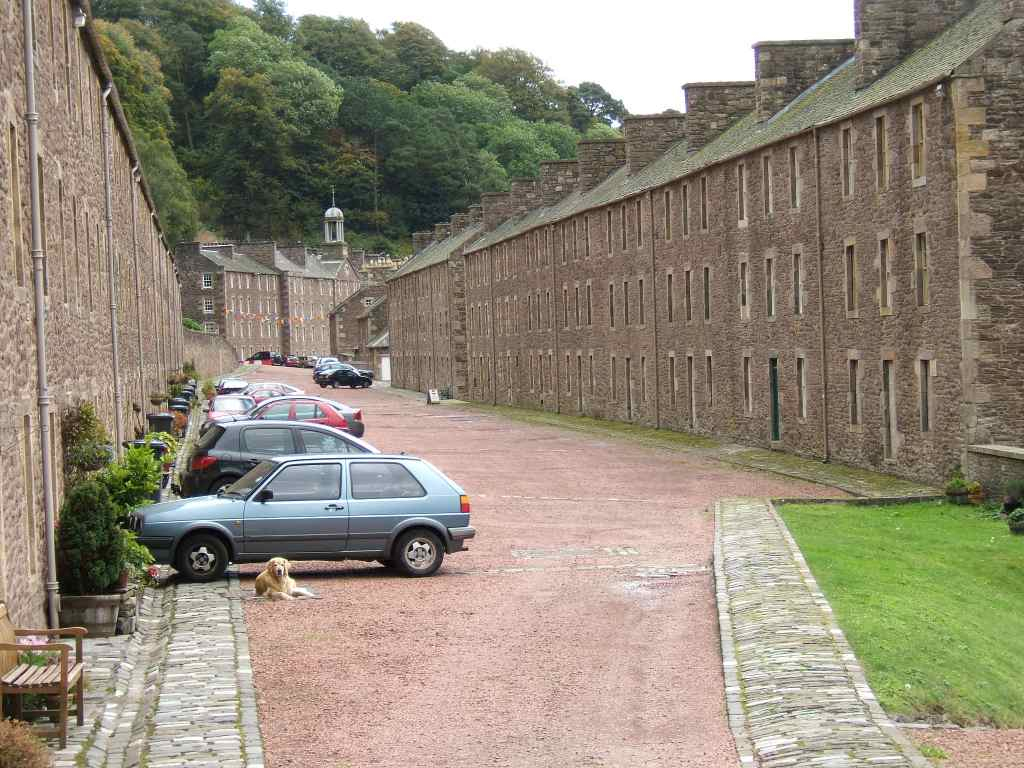
Rosedale Street, balra a Long Row, jobbra közelebb a Double Row, jobbra középen a Wee Row

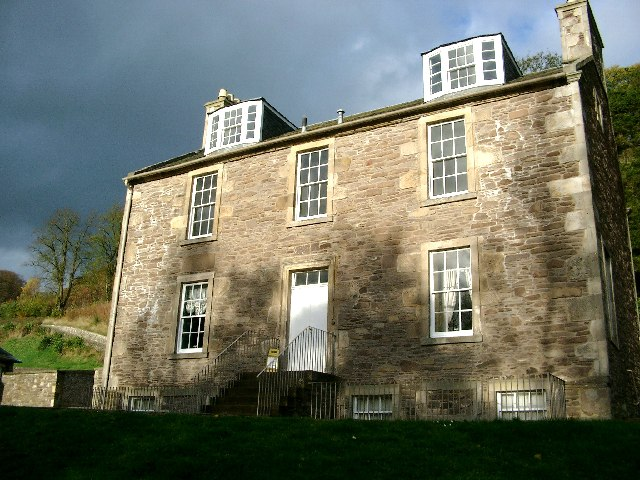
Robert Owen háza

- Braxfield Row [épült 1790 körül] – tíz házzá alakított bérház. Kilenc négyemeletes és egy ötemeletes ingatlan van itt. Mindegyik ház magántulajdonban.
- Long Row [épült 1790 körül] – tizennégy, egyenként háromemeletes házzá alakított bérház. Tíz ház magántulajdonban, négy bérbe adva.
- Double Row [épült 1795 körül] – ötemeletes bérház, benne egymásnak háttal elhelyezkedő lakások. A folyó felé néző oldalt Water Row-nak is nevezték. Jelenleg nem lakott.
- Mantilla Row [épült 1795 körül] – ezt a bérházat lebontották, amikor szerkezetileg veszélyessé vált. Újra letették az alapjait, de még nem épült fel.
- Wee Row [épült 1795 körül] – ezt a bérházat 1994-ben ifjúsági szállássá alakították. A szállást a Scottish Youth Hostels Association (Skót Ifjúsági Szállások Egyesülete) üzemelteti
- New Buildings [épült 1798-ban] – ebben a négyemeletes épületben van a harangtorony. A harang, ami egykor a dolgozókat hívta munkába, most egy évben egyszer szólal meg, az év utolsó napjának éjfelén. Az épületben múzeum és bérlakások vannak.
- Óvodaépületek [épült 1809-ben] – bérlakásokká alakított háromemeletes épület. Régen ezekben az épületekben gondoskodtak az üzemekben dolgozó árva gyerekekről.
- Caithness Row [épült 1792-ben] – háromemeletes bérház, ma bérlakások vannak itt. Caithness vidéke a Skót Felföldön található. Az arról a vidékről idetelepülő munkások nevezték el így.
- A falu temploma [épült 1898-ban] – ma szociális célokra használják.
- Egyes számú üzem [épült 1789-ben] – ez az üzem 1785-ben épült, és 1786 márciusában indították be. 1788. október 9-én leégett, majd 1789-ben újjáépítették. 1802-ben 3 vízikerék üzemelt itt, amelyek 6556 orsót mozgattak. 1811-ben 558 ember [közülük 408 nő] dolgozott itt. 1945-ben eltávolították a fölső két emeletét. Az épületet elhagyták, lerombolták, majd New Lanark Mill Hotel néven építették újjá. Szállodaként 1998-ban nyílt meg.
- Waterhouses –  üdülőkké alakított egy- és kétszintes épületek az Egyes számú üzem tőszomszédságában. Körülbelül 1799-1818 között épültek..
- Kettes számú üzem – 1788-ban épült. 1811-ben három vízikerék működött itt, és 486 személyt [ebből 283 nőt] foglalkoztatott.  Az épület ma idegenforgalmi célokat szolgál.
- Hármas számú üzem – 1790-92 között épült. 1819-ben leégett, és körülbelül 1826-33-ban építették újjá. 1811-ben 398 embert [köztük 286 nőt] foglalkoztatott. Az épület ma idegenforgalmi célokat szolgál. Itt található egy vízturbina is, amely a falu néhány részét elektromos energiával látja el.
- Négye számú üzem – 1791-3 körül épült, majd 1883-ban tűz pusztította el. Még nem építették újjá. 1990-ben a Fife-beli Hole Mill Farm-ról hoztak ide egy vízikereket, és az épület helyén helyezték üzembe.
- Jellemformáló Intézet [épült 1816-ban] – ez a négyemeletes épület ma idegenforgalmi és üzleti célokra használatos.
- Motorház [épült 1881-ben] – ez az épület a Jellemformáló Intézethez csatlakozik, és egy helyreállított gőzgép tekinthető meg benne.
- Iskola [épült 1817-ben] – ez a háromemeletes épület ma múzeum. Skóciában itt működött az első iskola a munkások gyerekeinek.
- Szerelőműhely [épült 1809-ben] – az üzemek szerkezetét karbantartó szakemberek szállása volt ez a háromemeletes épület.
- Festőműhely – ennek az eredetileg réz- és vasöntödének saját vízikereke volt. Jelenleg boltokat és turistaközpontot találunk itt.
- Gázerőmű nyolcszögletű toronnyal [valamivel 1851 előtt épült] – Ez az épület ma raktár.
- Owen háza [épült 1790-ben] – ma múzeum.
- Dale háza [épült 1790-ben] – ma egy könyvkiadó cég, a Waverley Books székhelye.
- Mill Lade – a Clyde folyóból az üzemek energiaellátása céljából vizet szállító árok.
- Temető – a temető a New Lanark fölé magasodó dombon van, a falu és a látogatói parkoló között. Az első falulakók közül sokakat temettek ide.
- 1 & 2 New Lanark Road – két, egymással szembeni átjáróház, melyek New Lanark falu bejáratát jelentették. Magántulajdonban vannak.

## Látogatás New Lanarkba
A falu szélén hatalmas ingyenes parkoló várja a vendégeket. Kizárólag mozgáskorlátozott látogatók parkolhatnak a faluban. Lanarkból, mintegy két kilométer távolságból buszjárat közlekedik. Lanark vasútállomására félóránként érkeznek vonatok Glasgowból.
A falu szállodája, a New Lanark Mill Hotel háromcsillagos, ez az intézmény adja bérbe a Waterhouses üdülőházakat, valamint választhatjuk az ifjúsági szállást is. Ellátogathatunk a falu éttermeibe és boltjaiba, valamint a turistaközpontba.
A Clyde sétaút nevű turistaút átszeli a falut.

## Fényképek

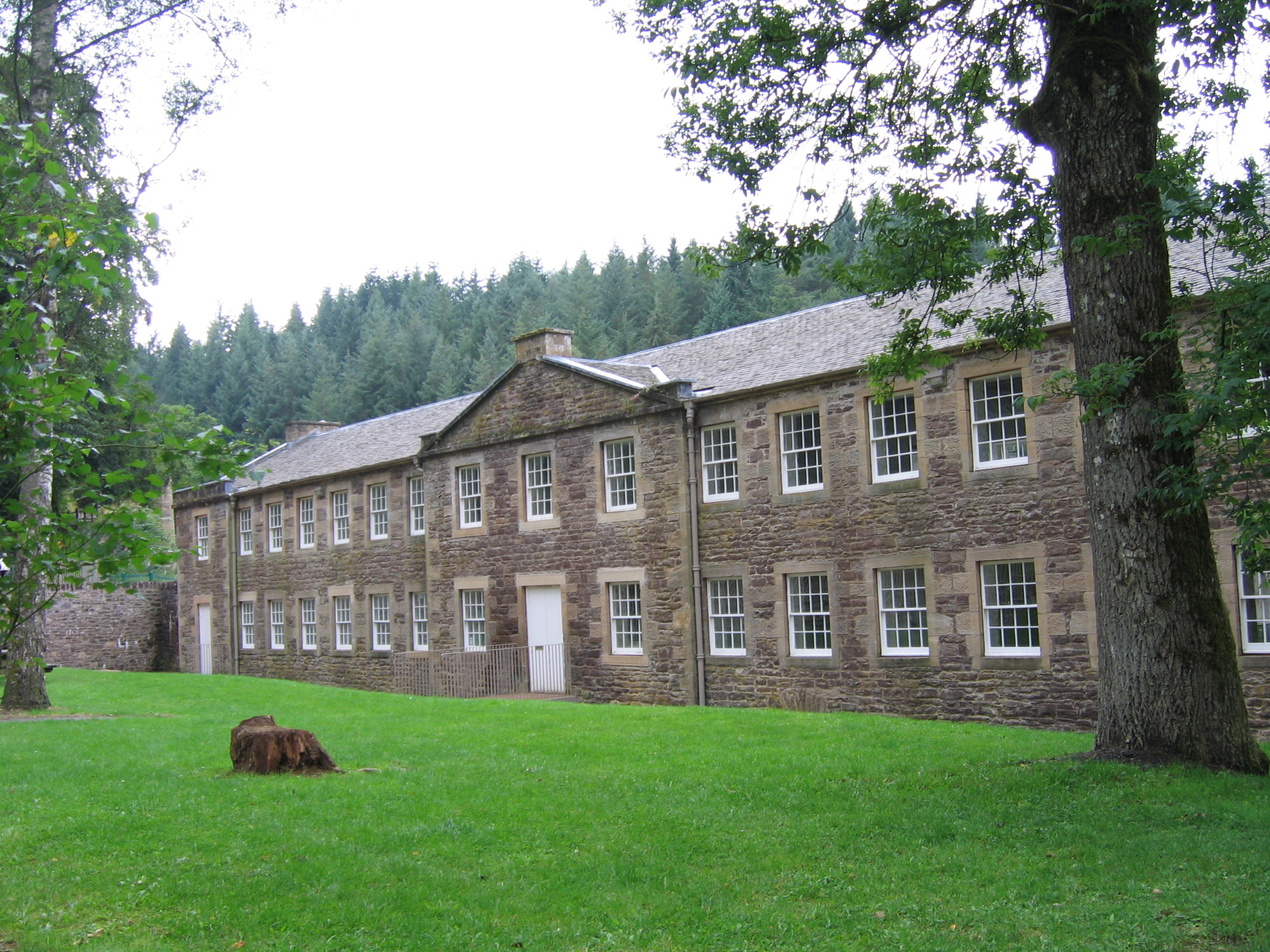
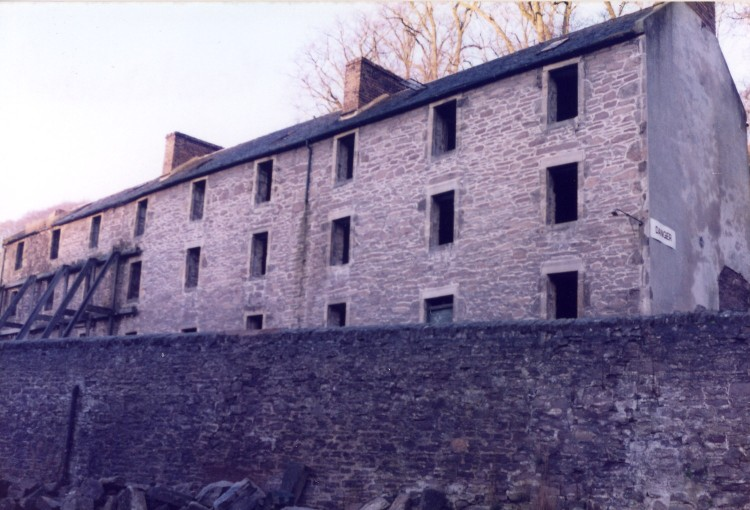
Mantilla Row
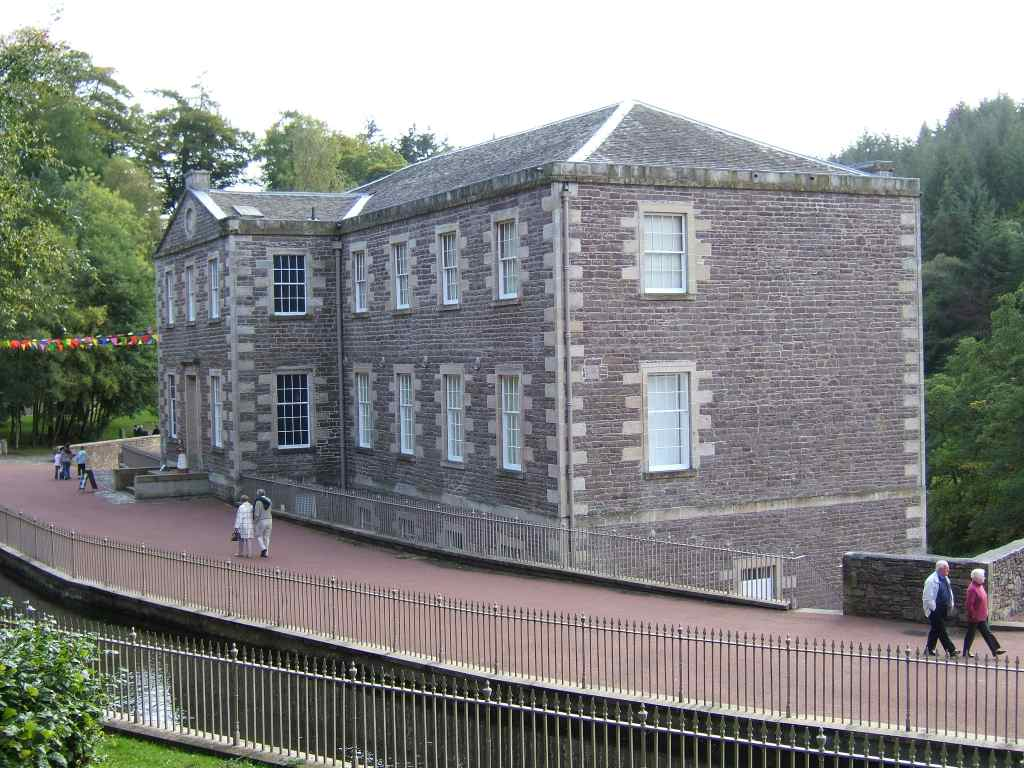
Iskola
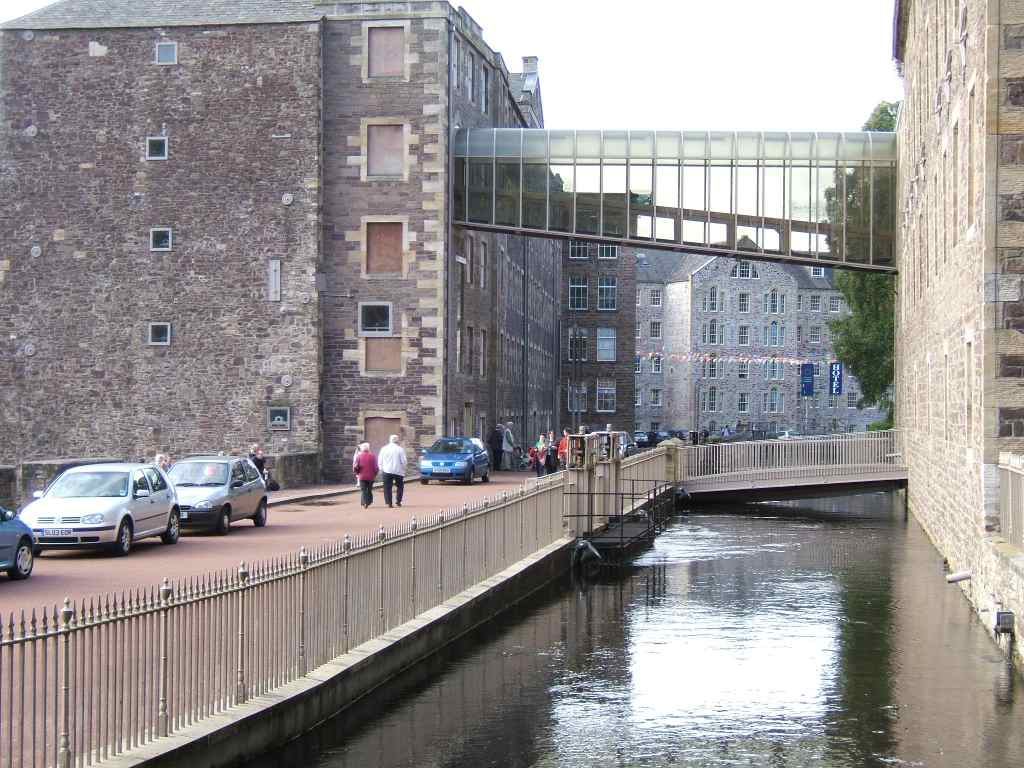
Az üzemek és a lade
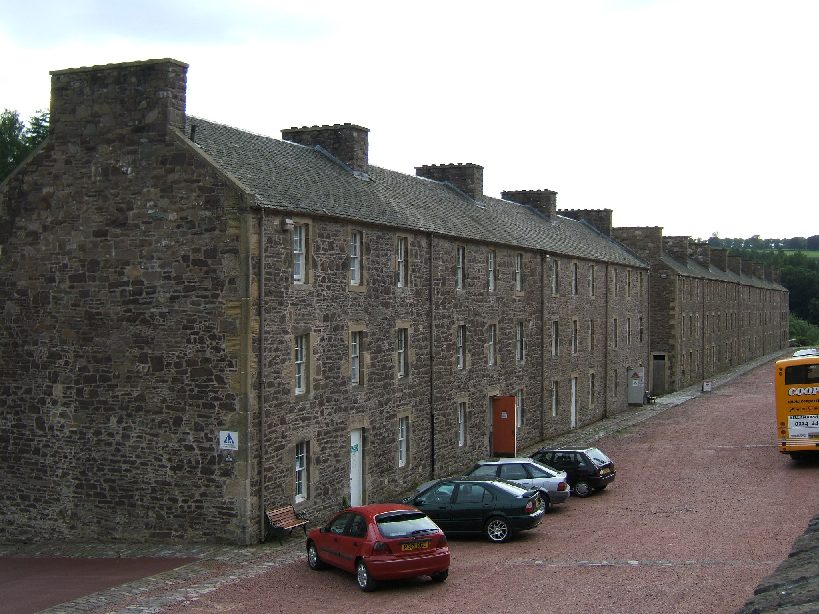
Wee Row ifjúsági szállás
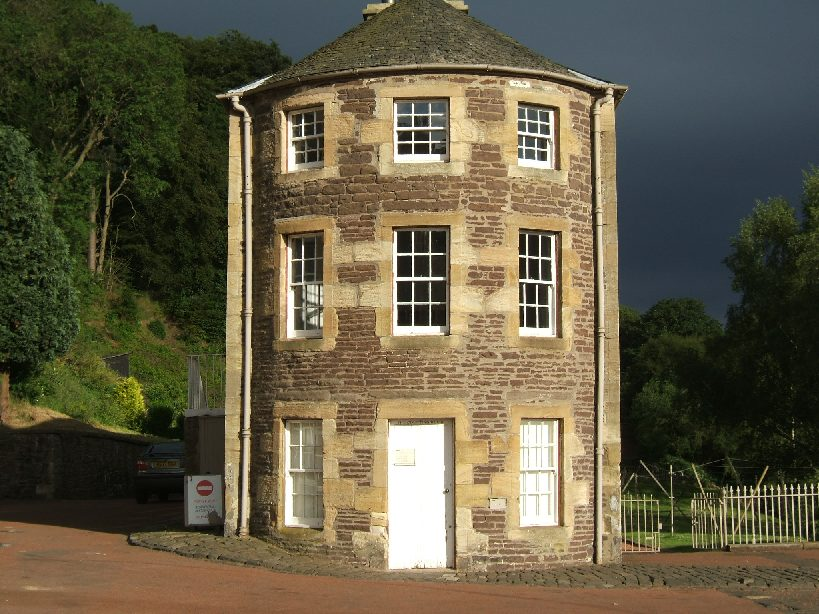
Counting House
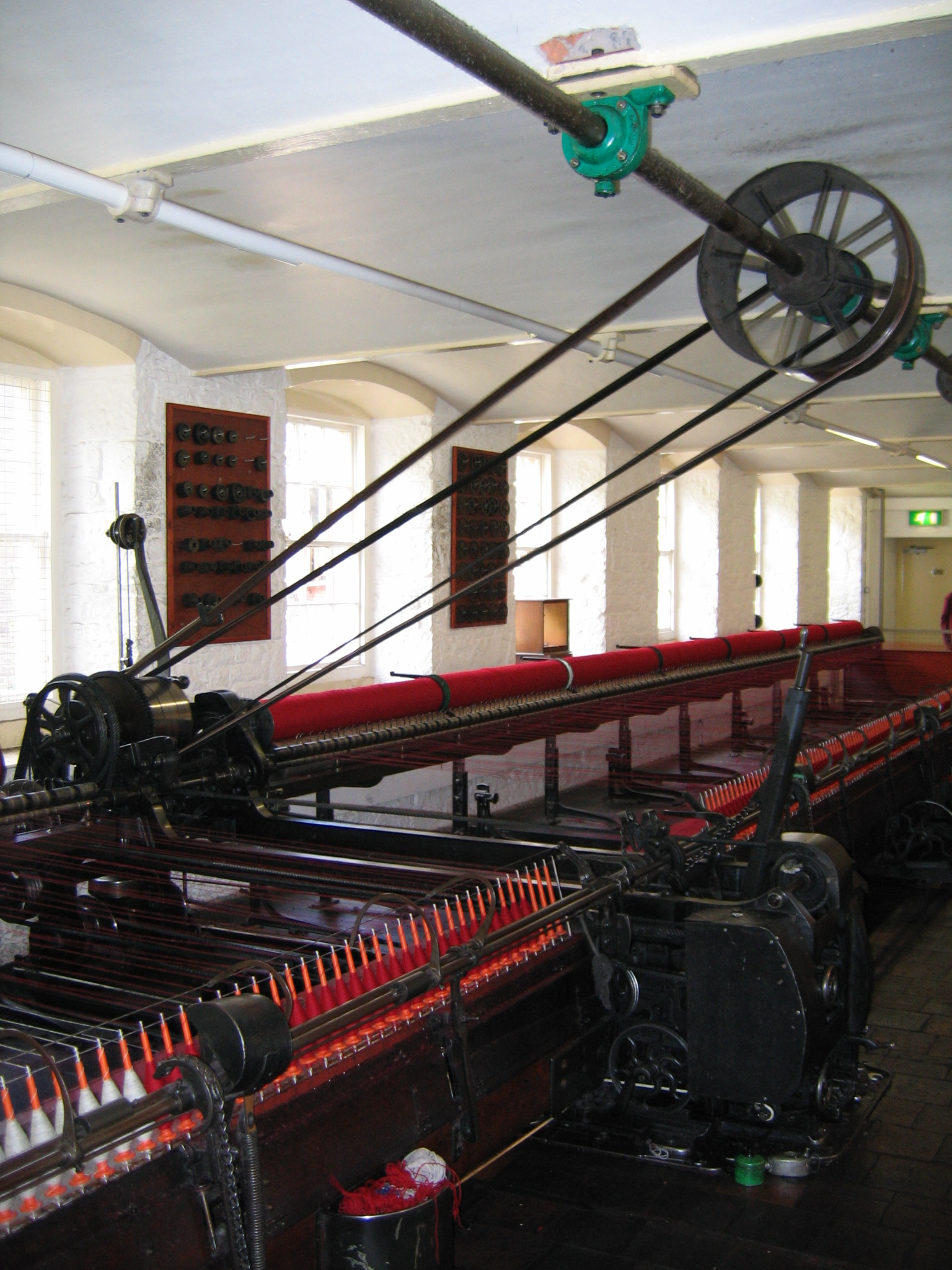
Gépek
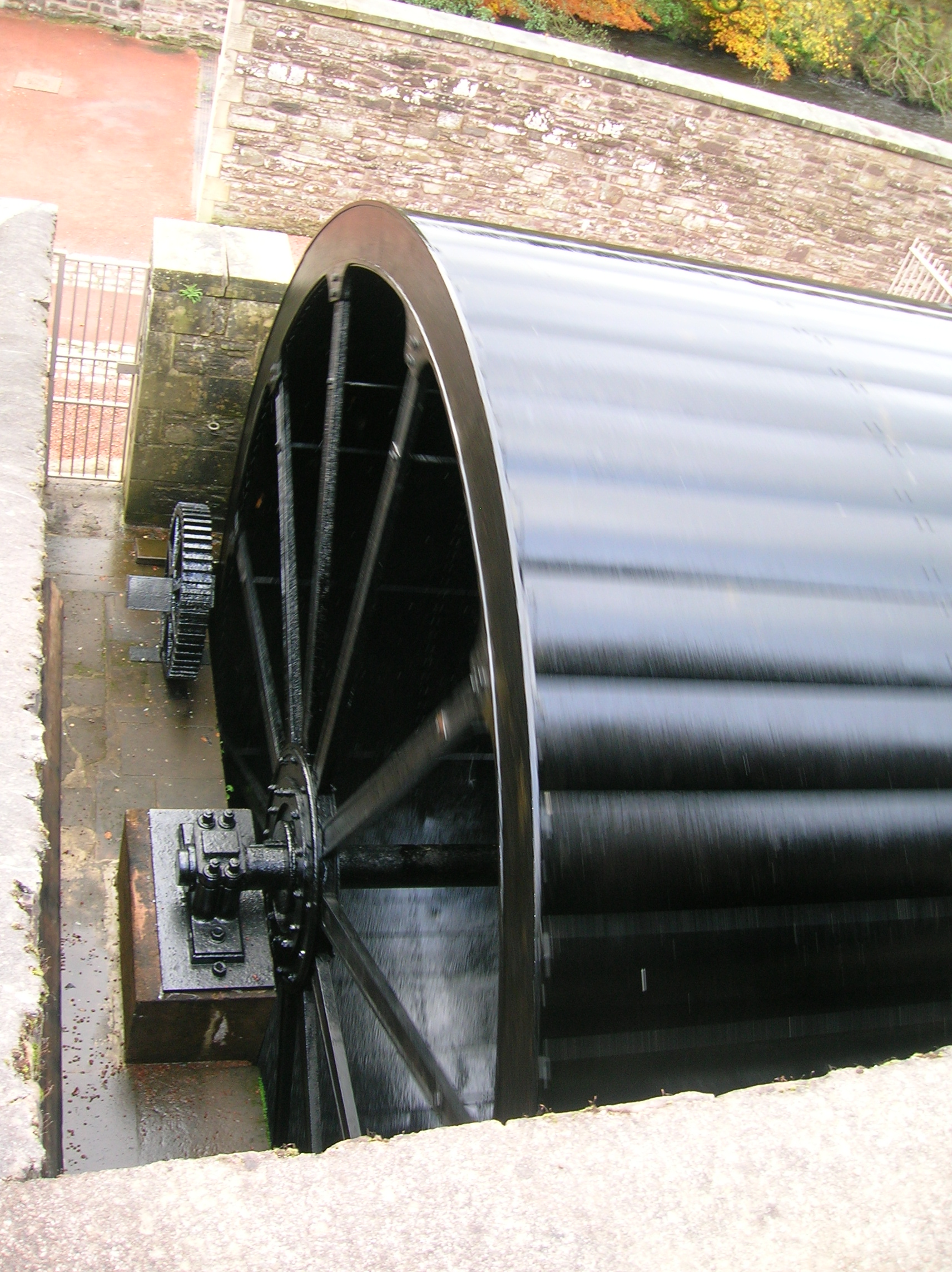
Vízkerék

## Ilyen volt
- 1 sz. üzem 1975[halott link]
- 1 sz. üzem 1991[halott link]
- New Lanark 1961[halott link]
- Robert Owen háza 1968[halott link]
- Az intézet 1979[halott link]
- A Lade 1968[halott link]
- Caithness Row zölden 1965[halott link]
- Carding engine 1968[halott link]
- Munkáslakások 1968[halott link]

## Fordítás
- Ez a szócikk részben vagy egészben  a   New Lanark című angol Wikipédia-szócikk ezen változatának fordításán alapul.  Az eredeti cikk szerkesztőit annak laptörténete sorolja fel. Ez a jelzés csupán a megfogalmazás eredetét és a szerzői jogokat jelzi, nem szolgál a cikkben szereplő információk forrásmegjelöléseként.